# The Weather (álbum)
The Weather es un álbum de estudio colaborativo de Busdriver y  Radioinactive con Daedelus. Fue lanzado por el sello Mush Records el 18 de febrero de 2003.
Daedelus lanzó una versión instrumental reelaborada del álbum, titulada Rethinking the Weather, en el sello Mush Records el 10 de junio de 2003.

## Lista de canciones
| N.º | Título                               | Duración |  |
| 1.  | «Exaggerated Joy»                    | 3:08     |  |
| 2.  | «Pen's Oil»                          | 4:27     |  |
| 3.  | «Carl Weathers»                      | 4:35     |  |
| 4.  | «Glorified Hype Man»                 | 3:34     |  |
| 5.  | «Fine for a Robot»                   | 4:44     |  |
| 6.  | «Germs That May Cause the Following» | 2:42     |  |
| 7.  | «Weather Locklear»                   | 4:17     |  |
| 8.  | «Break for 2300»                     | 2:25     |  |
| 9.  | «DJ Furry»                           | 2:50     |  |
| 10. | «Raffle Ticket Blues»                | 4:06     |  |
| 11. | «Sleep Standing Up»                  | 2:28     |  |
| 12. | «Name Forgetter»                     | 5:00     |  |
| 13. | «Thousand Words»                     | 7:00     |  |
| 14. | «Fizzing Energy Drink»               | 0:23     |  |
| 15. | «Barely Music»                       | 9:06     |  |